# Künstlerische Strategien des Fake – Kritik von Original und Fälschung
Künstlerische Strategien des Fake – Kritik von Original und Fälschung ist ein 2001 im DuMont Verlag erschienenes Fachbuch von Stefan Römer.
In dem Buch erklärt Römer die zeitgenössische künstlerische Strategie des Fakes.
Die Beispiele, an denen der Autor seine aktuelle Theorie des Fake demonstriert, reichen von Sigmar Polke und Orson Welles über die Appropriation art von Sherrie Levine, Louise Lawler und Richard Prince, Guillaume Bijl, Peter Weibel bis zu Ingold Airlines sowie dem kalifornischen Museum of Jurassic Technology.

„Der Begriff des Fake meint eine mimetische Nachahmung eines anderen Kunstwerks, die im Gegensatz zur Fälschung selbst auf ihren gefälschten Charakter hinweist. Eine Künstlerin reproduzierte Fotografien von Walker Evans; diese eigenen Fotografien präsentierte sie auf ähnliche Weise wie das Vorbild; der Titel, »Sherrie Levine After Walker Evans«, weist die Arbeit als Aneignung aus, die die gewandelten kontextuellen und konzeptuellen Bedingungen des identischen Bilds reflektiert. Das Fake zielt demnach mittels einer genauen Bilduntersuchung auf einen kunsthistorischen Erkenntnisprozeß: Die Reproduktion wird nicht mehr moralisch als Fälschung verurteilt, sondern das Fake wird als Kritik der Institution der Kunst und ihrer Ideologie des Originals betrachtet.“

## Rezensionen
„In seiner spannenden, herausfordernden Analyse schlüsselt Römer auf, wie Künstler aus bereits vorhandenem Material etwas Neues produzierten, um die Grenzen eines moralisierenden, essenzialistischen Kunstbegriffs zu sprengen. Die Frage nach echt oder unecht, wahr oder falsch wird damit nicht obsolet, sondern die Entscheidung löst sich – zumindest in der Kunst – in diskursive Prozesse auf.“

„Wie eine „Denksportaufgabe für Dekonstruktivisten“ liest sich für Harald Fricke teilweise die knapp 300 Seiten lange Abhandlung Stefan Römers über „Fake“ als besonderes Stilmittel der Kunst der 80er Jahre. Fake, die bewusste Kopie, stellt das Konzept von Originalität insgesamt in Frage, führt Fricke aus, ist also stets eine „Beobachtung zweiter Ordnung“, der es nicht etwa um eine gefälschte Sicht auf die Wirklichkeit gehe, sondern um die Frage, inwiefern ein Bild überhaupt Authentizität und Wirklichkeitsbezug für sich in Anspruch nehmen könne. Solcherlei Überlegungen führen allerdings, meint Fricke, „in die Irre der Subversion“, da gebe es nicht mehr ein Original und eine Fälschung, sondern eine Vielheit an Bildern und Zeichen. Römers Postulat vom „Fake als künstlerischer Strategie“ steht Fricke in Zeiten der kapitalistischen Ausnutzung jeder Strategie skeptisch gegenüber.“

„Stefan Römer geht es um die Einführung der genauen Unterscheidung von Fälschung und Fake. Am Beispiel der Künstlerin Sherry Levine, die Fotos von Walker Evans (nur scheinbar) unverändert unter dem Titel „Sherrie Levine After Walker Evans“ ausstellte, zeigt er, dass sich durch die veränderten Umstände fast alles verändert hat. Für diese Form der Konzeptkunst, die auch als Appropriation art bezeichnet wird, wählt er den Begriff Fake. Die Absicht von Fake-Kunst, mit den Worten der Rezensentin Christine Meixner: „Statt Kunstgenuss bietet sie Einsichten in die Kunst“ als Institution. Insgesamt ist Meixner sehr einverstanden mit den Thesen von Römers Dissertation, einzig die „Risiken“ der Fake-Kunst kommen ihr zu kurz. Schließlich ist auch die Kritik längst zum „Fetisch des Kapitals“ geworden.“